# Elis Sjövall
Bror Elis Sjövall, född 13 september 1921 i Jakobstad, Finland, död 6 februari 1982 i Vasa, Finland, var en finländsk psalmdiktare och författare.
Efter utbildning till elingenjör arbetade han som planerare på olika industrier i Vasa och som lärare inom yrkesutbildningen. Han var även medlem av stadsfullmäktige i Vasa inom partiet Kristliga Förbundet och lekmannapredikant i Laestadianska fridsföreningen. Han samlade andliga sånger till Fridsföreningarnas första tryckta sångbok Sions Sånger år 1951 och deltog vid revideringen av Sions Sånger 1981.
Utgivare av Sions Sånger 1951, samlade och ordnade av Elis Sjövall, 238 sidor, 7:e upplagan, Jakobstad : Laestadianernas fridsföreningars förbund, 1979 (ISBN 951-99196-6-X).
Sjövalls egna texter, författade eller översatta, är förenade med hans upphovsrätt till och med år 2052.

## Psalmer
- Höj dig du moln i Sions Sånger 1981,  som nummer 18, under rubriken "Från Getsemane till Golgata".
- På sälla himlastranden i Sions Sånger 1981 nr 259 under rubriken "Det eviga livet".
- Det finns så många, många väckta själar i Sions Sänger 1981 som nummer 47
- När Mästaren Jesus på jorden gick kring (Sions Sånger 1981)